# اویزد پود تروسکامی
اویزد پود تروسکامی (به لاتین: Újezd pod Troskami) یک منطقهٔ مسکونی در جمهوری چک است که در شهرستان ییچین واقع شده‌است.